# Neurellipes juba
Neurellipes juba is een vlinder uit de familie van de Lycaenidae. De wetenschappelijke naam van de soort is voor het eerst gepubliceerd in 1787 door Johan Christian Fabricius.
De soort komt voor in Guinee, Sierra Leone, Liberia, Ivoorkust, Ghana, Togo (?), Nigeria en Kameroen.
1. ↑  (en) Neurellipes juba op de IUCN Red List of Threatened Species.